# Maurino (spasskij sielsowiet, rejon wołogodzki)
Maurino (ros. Маурино) – wieś w Rosji, w rejonie wołogodzkim obwodu wołogodzkiego. W 2002 r. liczyła 2 mieszkańców, a w 2010 r. była niezamieszkana.